# Carmelo Gómez
Carmelo Gómez (ur. 2 stycznia 1962 w Sahagún) – hiszpański aktor filmowy i teatralny. Dwukrotny laureat Nagrody Goya.

## Wybrana filmografia
- 1992: Krowy jako Manuel / Ignacio / Peru Irigibel
- 1993: Ruda wiewiórka jako Felix
- 1994: Policzone dni jako Antonio
- 2000: Co za życie jako Martin
- 2005: Metoda jako Julio
- 2011: Mroźna cisza jako Sierżant Espinosa
- 2015: Obsesja zemsty jako Gonzalo
- 2016: La punta del iceberg jako Alejandro

## Nagrody
- Nagroda Goya
  - Najlepszy aktor: 1995  Policzone dni
  - Najlepszy aktor drugoplanowy: Metoda